# Azurite (minéral)
Pour les articles homonymes, voir Azurite.
L'azurite est un minéral composé de carbonate de cuivre hydraté, de formule Cu3(CO3)2(OH)2.

## Historique de la description et appellations

### Inventeur et étymologie
L'azurite est connue depuis le XXVIIe siècle av. J.-C. : il existe des traces d'azurite en poudre dans les pots d'onguent égyptiens de la IVe dynastie égyptienne. Les Grecs la désignaient sous le terme de kuanos (κυανός qui a donné le mot cyan) et les Romains sous celui de cœruleum (Pline l'Ancien dans le livre XXXV de son Histoire naturelle l'appelle armenium). Le bleu égyptien, plus abondant, le concurrença rapidement.
C'est la description de François Sulpice Beudant en 1824 qui fait référence ; il lui a donné le nom d'azurite, du persan Lazhward = bleu, en allusion à sa couleur.

### Topotype
Son topotype se trouve dans la commune de Chessy, Rhône, Rhône-Alpes, France.

### Synonymes
Il existe pour ce minéral de nombreux synonymes :
- arménite (d’après Jean-Claude Delamétherie)[7]. Attention : il existe bien une espèce minérale nommée arménite, qui est en fait un cyclosilicate ;
- azur de cuivre (Brochant)[8] ;
- azur de cuivre bleu (Jean-Baptiste Romé de L'Isle) ;
- chessylite (Brooke et Miller) d'après les mines de Chessy ;
- cuivre azuré (Alexandre Brongniart)[9] ;
- cuivre carbonaté bleu (René Just Haüy)[10] ;
- fleur de cuivre bleu (Jean-Baptiste Romé de L'Isle) ;
- lasurite (d’après Wilhelm Karl Ritter von Haidinger 1845).

## Caractéristiques physico-chimiques

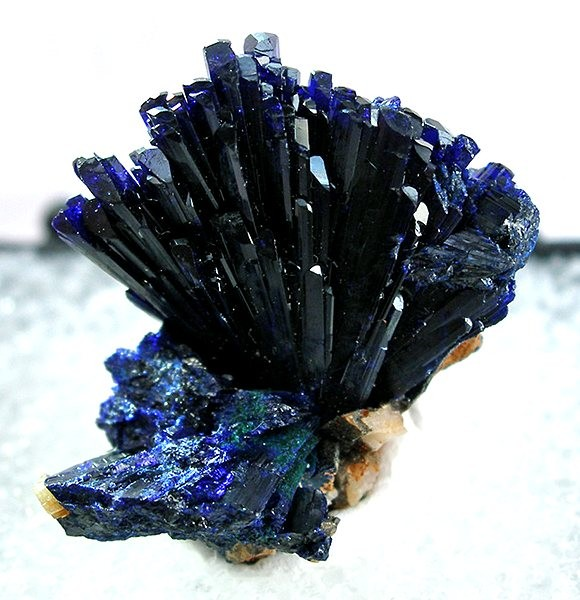
Deux des habitus de l'azurite : cristaux prismatiques en haut, cristaux tabulaires en bas et à droite. Tsumeb, Namibie - (1,9 x 1,8 x 1,3 cm).

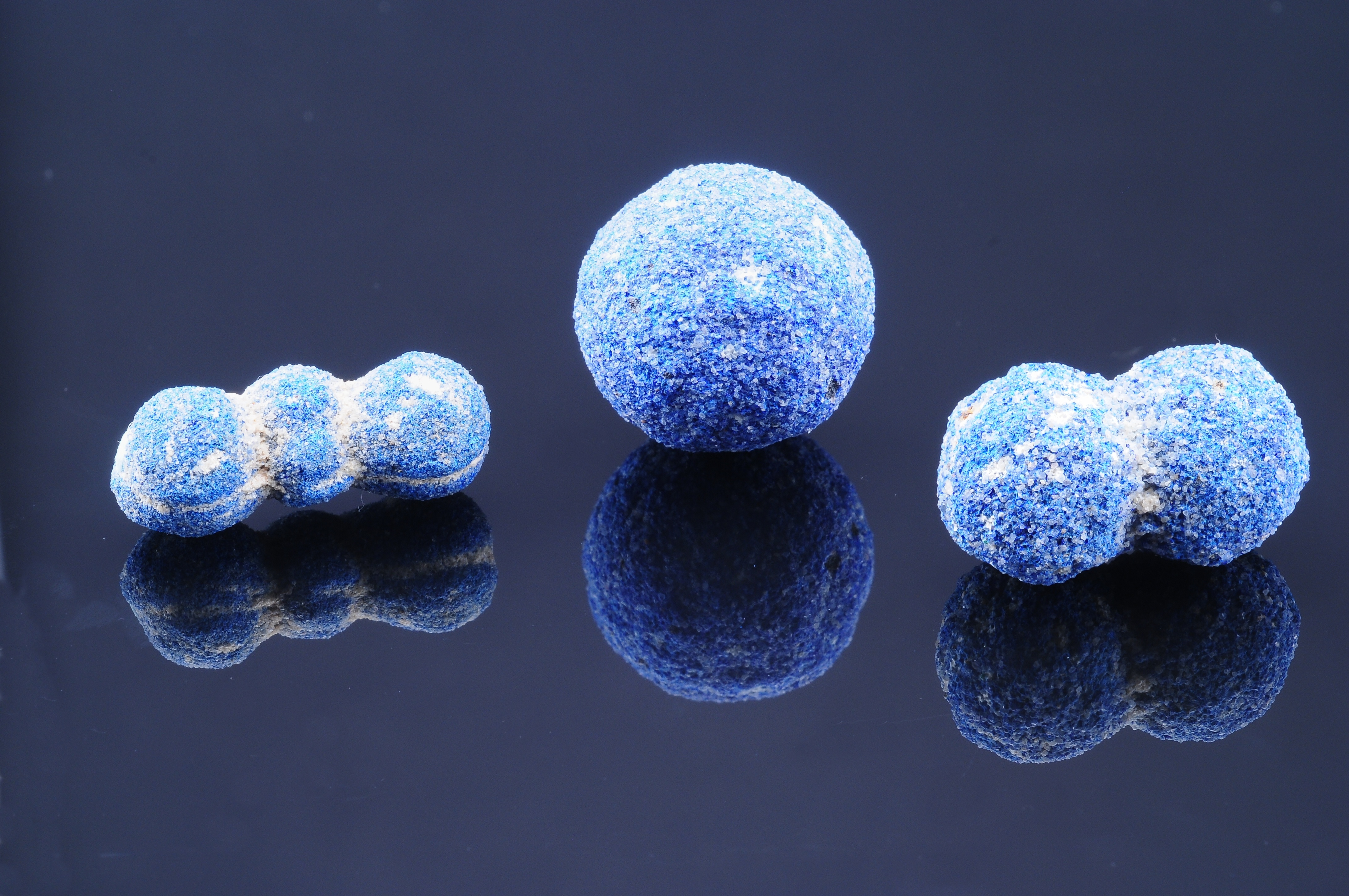
Sphéroïdes d'azurite provenant d'une mine du district de La Sal (Utah, États-Unis.

### Critères de détermination
L'azurite se présente le plus souvent sous forme de cristaux prismatiques ou tabulaires dont la couleur peut varier du bleu azur au bleu de Prusse. Elle peut aussi se présenter sous forme d'agrégats globuleux ou d'encroûtements radiés. Les cristaux transparents à translucides ont un éclat vitreux. Vu sous la lumière analysée d'un microscope polariseur analyseur, ce minéral est bleu pâle ; la lumière non analysée révèle un pléochroïsme dans les tons de bleu. Il présente un plan de clivage parfait, mais sa fracture est conchoïdale.
C'est un minéral plutôt tendre (3,5 à 4 sur l'échelle de Mohs) et relativement peu dense (sa densité mesurée est de 3,77).
L'azurite laisse un trait de couleur bleu azur. Elle est soluble dans les acides et dans l'ammoniaque ; elle réalise notamment une effervescence au contact de l'acide chlorhydrique. Cette dernière caractéristique permet de la distinguer de la lazurite, à la couleur et au nom proches, soluble dans le même acide mais sans effervescence (elle forme plutôt une sorte de gelée bleue).

### Composition chimique
L'azurite, de formule Cu3(CO3)2(OH)2, a une masse moléculaire de 344,67 u. Elle est donc composée des éléments suivants :
| Élément   | Nombre (formule)    | Masse des atomes (u) | % de la masse moléculaire |
| --------- | ------------------- | -------------------- | ------------------------- |
| Hydrogène | 2                   | 2,01                 | 0,58 %                    |
| Carbone   | 2                   | 24,02                | 6,97 %                    |
| Cuivre    | 3                   | 190,64               | 55,31 %                   |
| Oxygène   | 8                   | 128,00               | 37,14 %                   |
|           | Total : 15 éléments | Total : 344,67 u     | Total : 100 %             |

Cette composition place ce minéral :
- selon la classification de Strunz : dans la catégorie des carbonates et nitrates (05), avec des anions additionnels et sans H2O (05.B), avec Cu, Co, Ni, Zn, Mg ou Mn (05.BA) ;
- selon la classification de Dana : dans la catégorie des carbonates-hydroxyl ou carbonates-halogénures (16a), de forme (A B)3 (XO3)2 Zq (16a.02).

### Cristallochimie

#### Pseudomorphose
L'azurite est instable à l'air libre et se transforme en malachite par un phénomène de pseudomorphose. L'effet d'altération passe par le remplacement d’une partie du dioxyde de carbone (CO2) de la molécule par de l'eau (H2O), avec un ratio de 1 pour 1 :
2[Cu(OH)2,2CuCO3]  +  H2O → 3[Cu(OH)2,CuCO3]  +  CO2
L'équation ci-dessus montre que la conversion de l'azurite en malachite est attribuable à une faible pression partielle de dioxyde de carbone dans l'air.

### Cristallographie

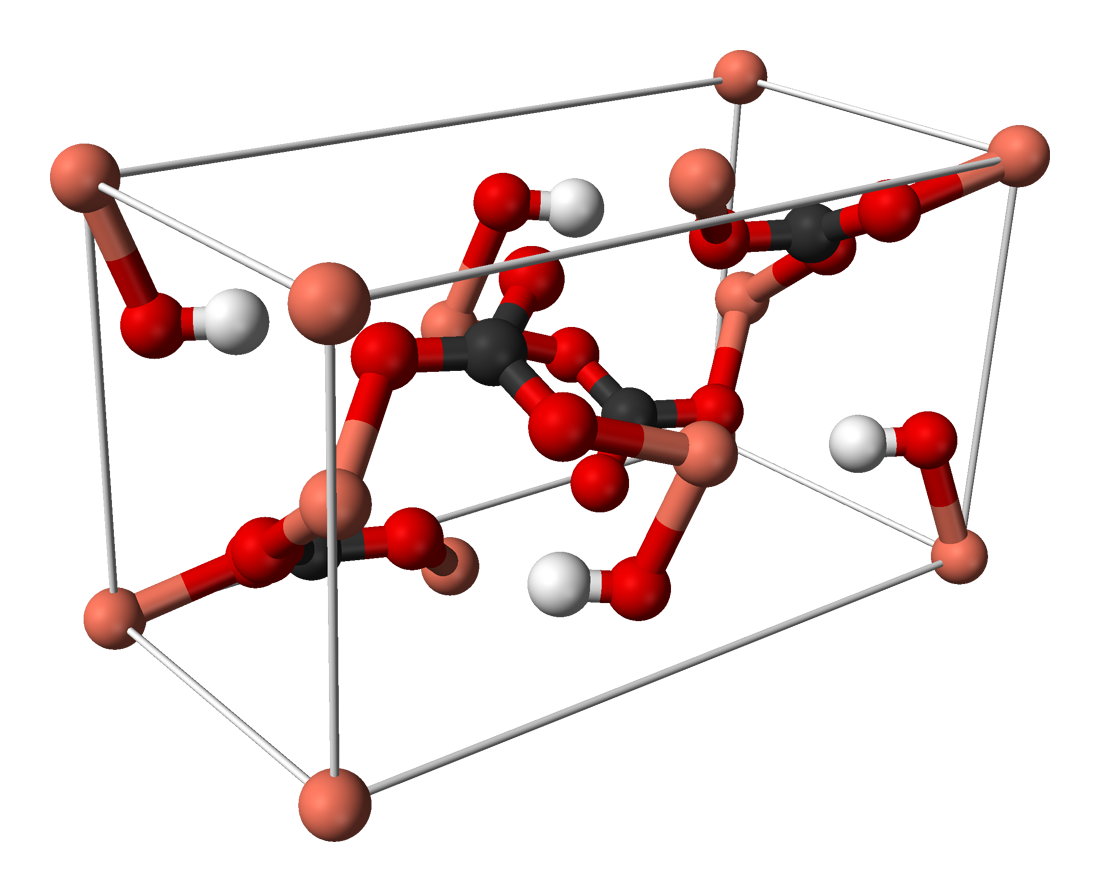
Maille cristallographique.

L'azurite possède un système cristallin monoclinique de classe prismatique. Son groupe d'espace est P 21/a.
Le paramètres de la maille conventionnelle est a = 5.008, b = 5.844, c = 10.336, Z = 2 ; bêta = 92.333° V = 302.25 
La densité calculée a une valeur de 3,79.

## Gîtes et gisements

### Gîtologie et minéraux associés
L'azurite Cu(OH)2, 2CuCO3  se forme par altération (zone d’oxydation) des gîtes à sulfures de cuivre associés à des roches carbonatées. On peut la trouver en imprégnation des grès, par l'intermédiaire d'eaux d'infiltration carbonatées entrées en contact avec des eaux riches en sulfates de cuivre.
C'est un carbonate basique de cuivre, produit à partir d'autres minéraux du cuivre, par l'action corrosive de l'air et de l'eau, semblable à la patine ou vert-de-gris qui se forme sur le cuivre ordinaire.
Certains minéraux sont souvent associés à l'azurite, notamment la malachite, mais aussi d'autres tels que la limonite, la calcite (ou la dolomite), l'antlérite, la cuprite, la cérusite, la smithsonite, la chalcocite, le chrysocolle, la ténorite, ou plus rarement la brochantite, l'atacamite et/ou le cuivre natif.

### Gisements producteurs de spécimens remarquables

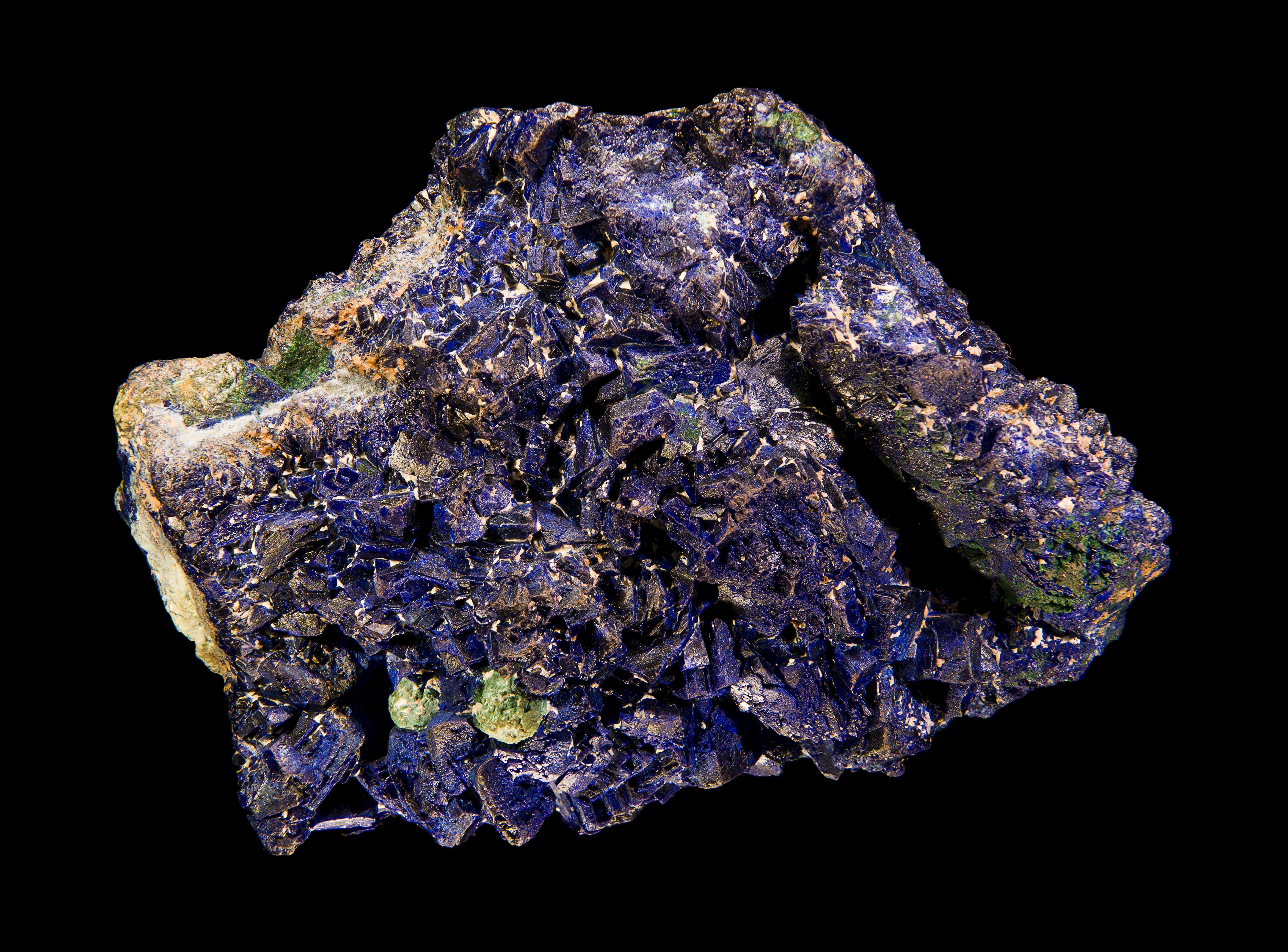
Azurite ("chessylite") de Chessy-les-Mines dans le Rhône, topotype de ce minéral.

- Belgique

La Roche (travaux routiers), La Roche-en-Ardenne, province de Luxembourg.
- Canada

Mine Evans-Lou, Saint-Pierre-de-Wakefield (commune intégrée dans Val-des-Monts), Les Collines-de-l'Outaouais, Québec.
- États-Unis

Bisbee (Arizona)
Morenci (Arizona)
La Sal (Utah).
- France

Chessy-les-Mines (Rhône)
Cap Garonne - Le Pradet -  (Var)
Mine de Salsigne, arrondissement de Carcassonne, Aude, Languedoc-Roussillon .
- Maroc

Mine de Zelidja, Touissit, préfecture d'Oujda-Angad.
- Namibie

Tsumeb, région d'Oshikoto.

## Exploitation des gisements

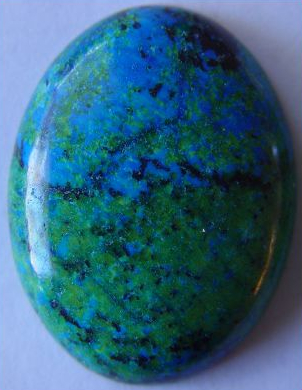
Gemme taillée en cabochon mêlant azurite bleue et malachite verte.

### Utilisation

#### Pigment
Comme la malachite, l'azurite peut être utilisée comme pigment. Les analyses chimiques des peintures du Moyen Âge montrent que l’azurite a été communément utilisée par les peintres médiévaux. Cependant, l'instabilité de ce pigment fait que la couleur, avec le temps, a tendance à virer au vert (malachite).

#### Gemmologie
Malgré sa faible dureté, l'azurite a fait l’objet de taille pour des pierres à sertir (montage difficile car il doit être fait « à froid », la chaleur détruisant la couleur de la pierre). Actuellement, ce marché se développe, mais beaucoup de pierres sont imprégnées de matières plastiques pour les rendre plus résistantes, effacer les rayures et augmenter l'éclat.

#### Minéraux de collection
L'azurite est un minéral très recherché pour sa couleur et son éclat, mais les échantillons se ternissent avec le temps. Elle doit être conservée autant que possible à l'abri de la lumière, sans écart de température. L'azurite est également incompatible avec les milieux aquatiques, tels que les aquariums d'eau salée.

## Galerie

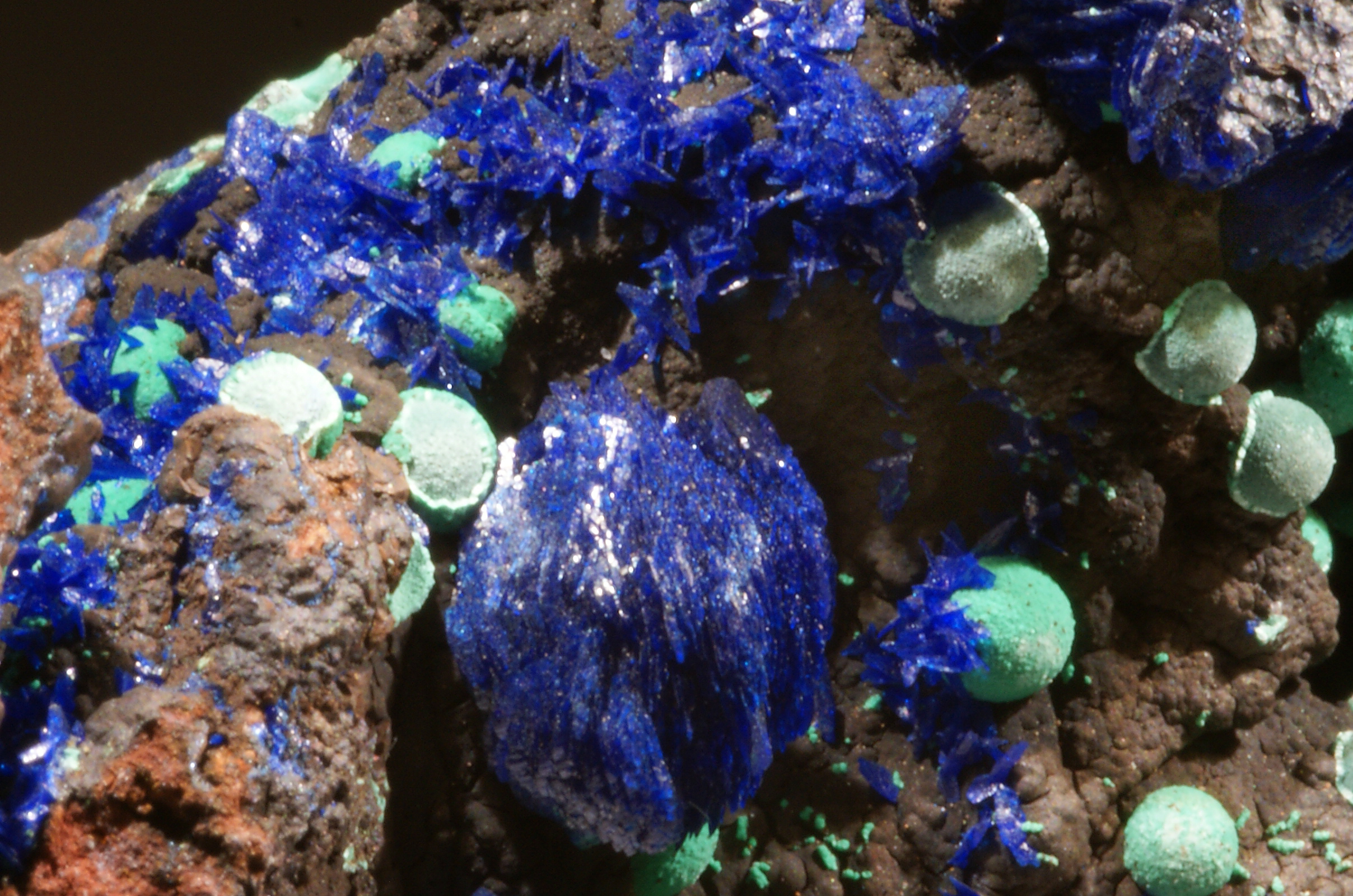
Azurite et malachite - Bizbee (Arizona) États-Unis.
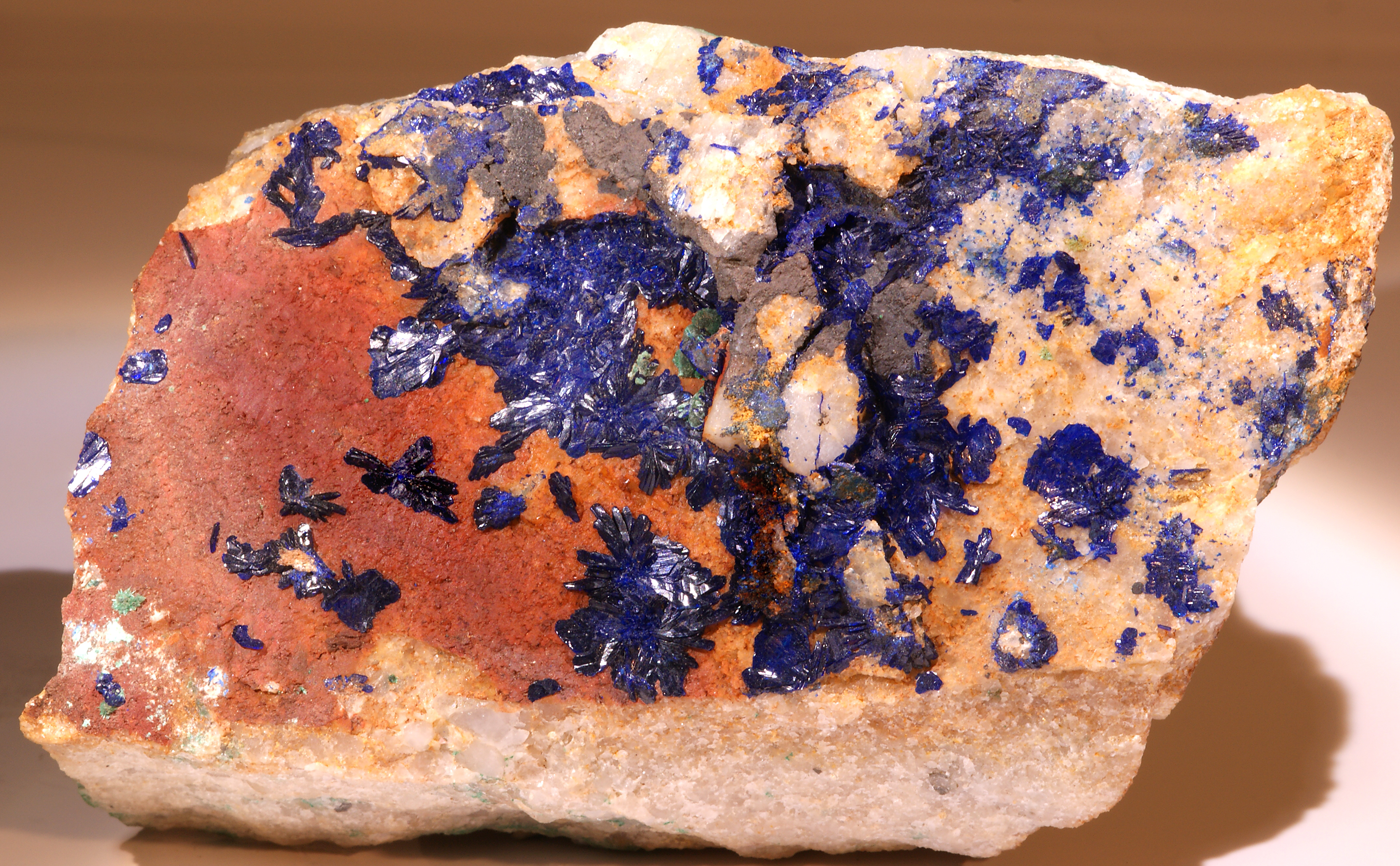
Azurite - mine de Cap Garonne - Var  (12,5 × 6,5 cm).
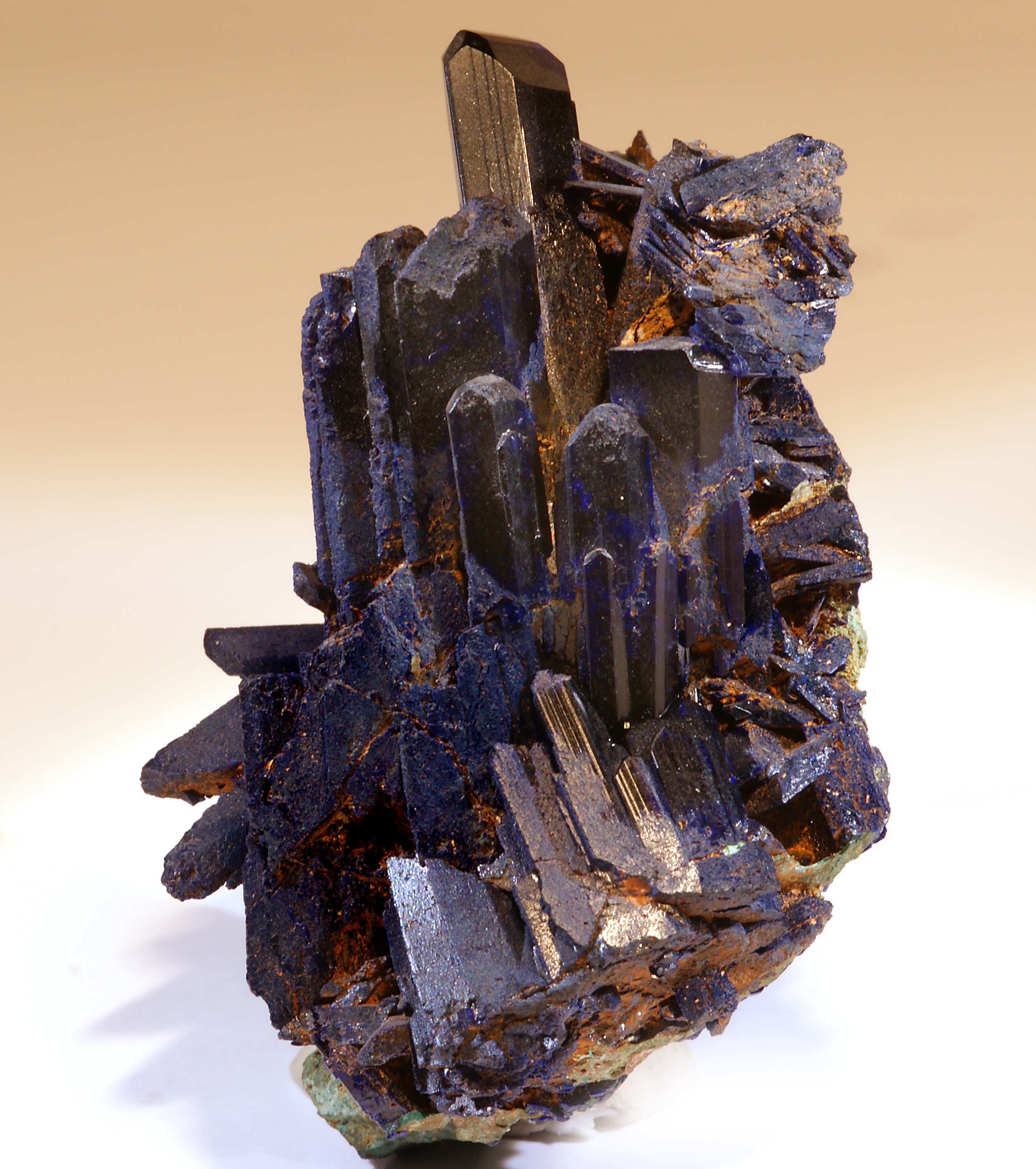
Azurite - mine de Touissit, Oujda - Maroc (6,6 × 3,8 cm).
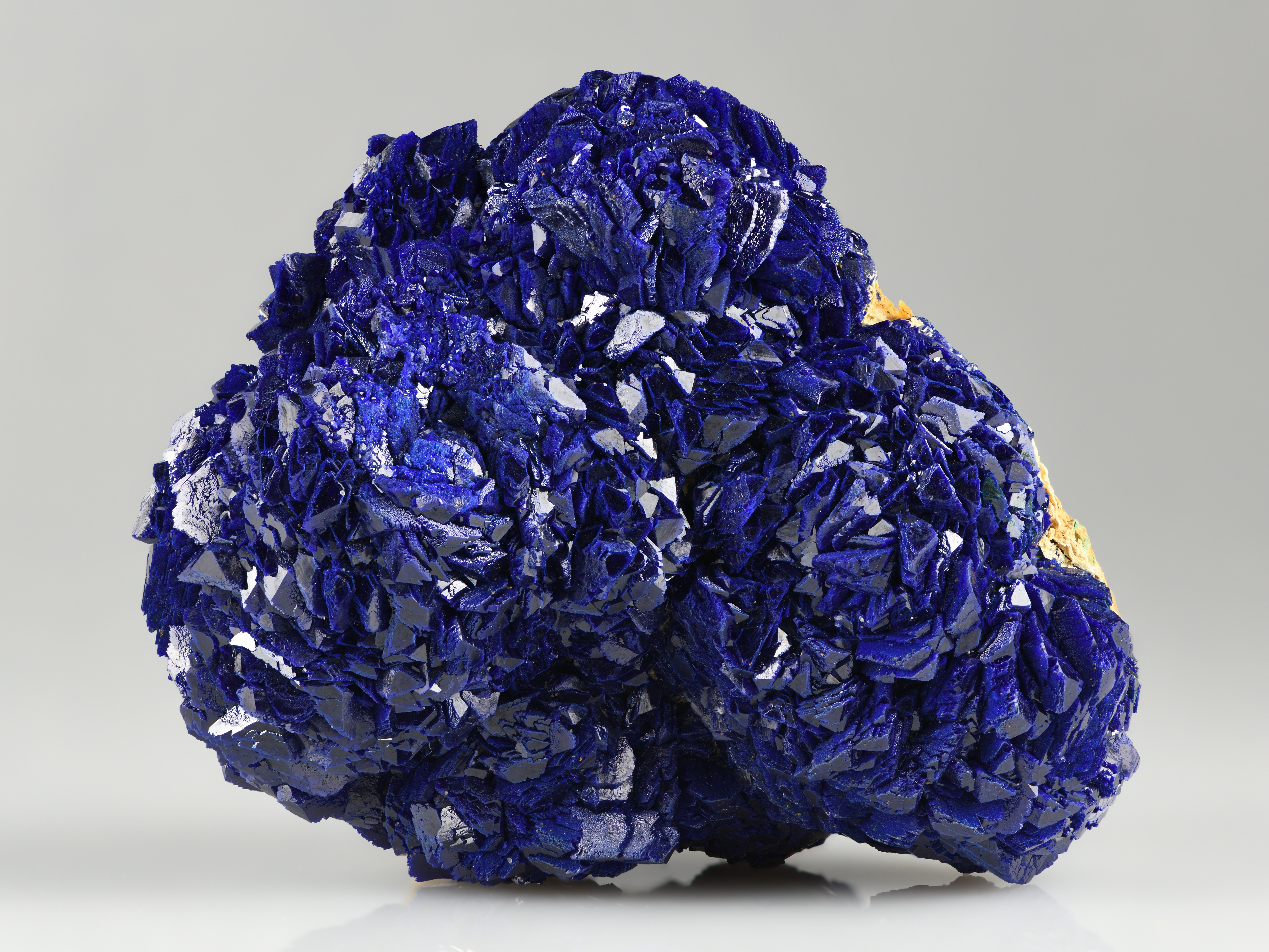
Une azurite avec un peu de malachite - États-Unis (4,0 × 3,0 × 2,0 cm).